# The Last Hurrah (1958)
The Last Hurrah is een Amerikaanse dramafilm uit 1958 onder regie van John Ford. Het scenario is gebaseerd op de gelijknamige roman uit 1956 van de Amerikaanse auteur Edwin O'Connor.

## Verhaal
Burgemeester Frank Skeffington is een rechtvaardige en eerlijke burgemeester. Wanneer hij geld wil lenen van de invloedrijke bankier Norman Cass, krijgt hij nul op rekest. Om Cass een lesje te leren stelt Skeffington diens minder begaafde zoon aan als brandweercommandant. Cass is bang dat zijn zoon brokken zal maken en schande brengen over de familie.

## Rolverdeling
| Acteur         | Personage                      |
| -------------- | ------------------------------ |
| Spencer Tracy  | Burgemeester Frank Skeffington |
| Jeffrey Hunter | Adam Caulfield                 |
| Dianne Foster  | Maeve Caulfield                |
| Pat O'Brien    | John Gorman                    |
| Basil Rathbone | Norman Cass sr.                |
| Donald Crisp   | Kardinaal Martin Burke         |
| James Gleason  | Cuke Gillen                    |
| Edward Brophy  | Ditto Boland                   |
| John Carradine | Amos Force                     |
| Willis Bouchey | Roger Sugrue                   |
| Basil Ruysdael | Bisschop Gardner               |
| Ricardo Cortez | Sam Weinberg                   |
| Wallace Ford   | Charles J. Hennessey           |
| Frank McHugh   | Festus Garvey                  |
| Carleton Young | Winslow                        |